# Leitoscoloplos kerguelensis
Leitoscoloplos kerguelensis är en ringmaskart som först beskrevs av McIntosh 1885, och fick sitt nu gällande namn av sensu Ramos 1976. Leitoscoloplos kerguelensis ingår i släktet Leitoscoloplos och familjen Orbiniidae. Inga underarter finns listade i Catalogue of Life.